# 어딘가에 엄마가
"어딘가에 엄마가"는 1978년에 개봉한 대한민국의 영화이다.

## 캐스팅
- 손창민
- 천동석
- 강수연
- 고은아
- 박근형
- 강계식
- 서승현
- 독고영재
- 임생출
- 양우
- 최성관
- 곽건
- 김기종
- 최석
- 심상현
- 황건
- 임해림
- 석인수
- 김승남
- 정미경
- 조재성
- 김민규
- 백포 (특별출연)
- 곽남배 (특별출연)